# اوکیتا سابورو
اوکیتا سابورو (به ژاپنی: 大来 佐武郎 Ōkita Saburō); ۳ نوامبر ۱۹۱۴ – ۹ فوریهٔ ۱۹۹۳) سیاست‌مدار اهل ژاپن بود.